# Bucșani (Giurgiu)
Bucşani é uma comuna romena localizada no distrito de Giurgiu, na região de Muntênia. A comuna possui uma área de 86.83 km² e sua população era de 3784 habitantes segundo o censo de 2007.